# دومينغو رودريغيز (لاعب رماية)
دومينغو رودريغيز (بالإسبانية: Domingo Rodríguez)‏ (4 أغسطس 1885 - 11 مارس 1968) هو لاعب رماية إسباني. شارك في سبعة أحداث في دورة الألعاب الأولمبية الصيفية عام 1920.